# Friedenskirche Unterkoskau

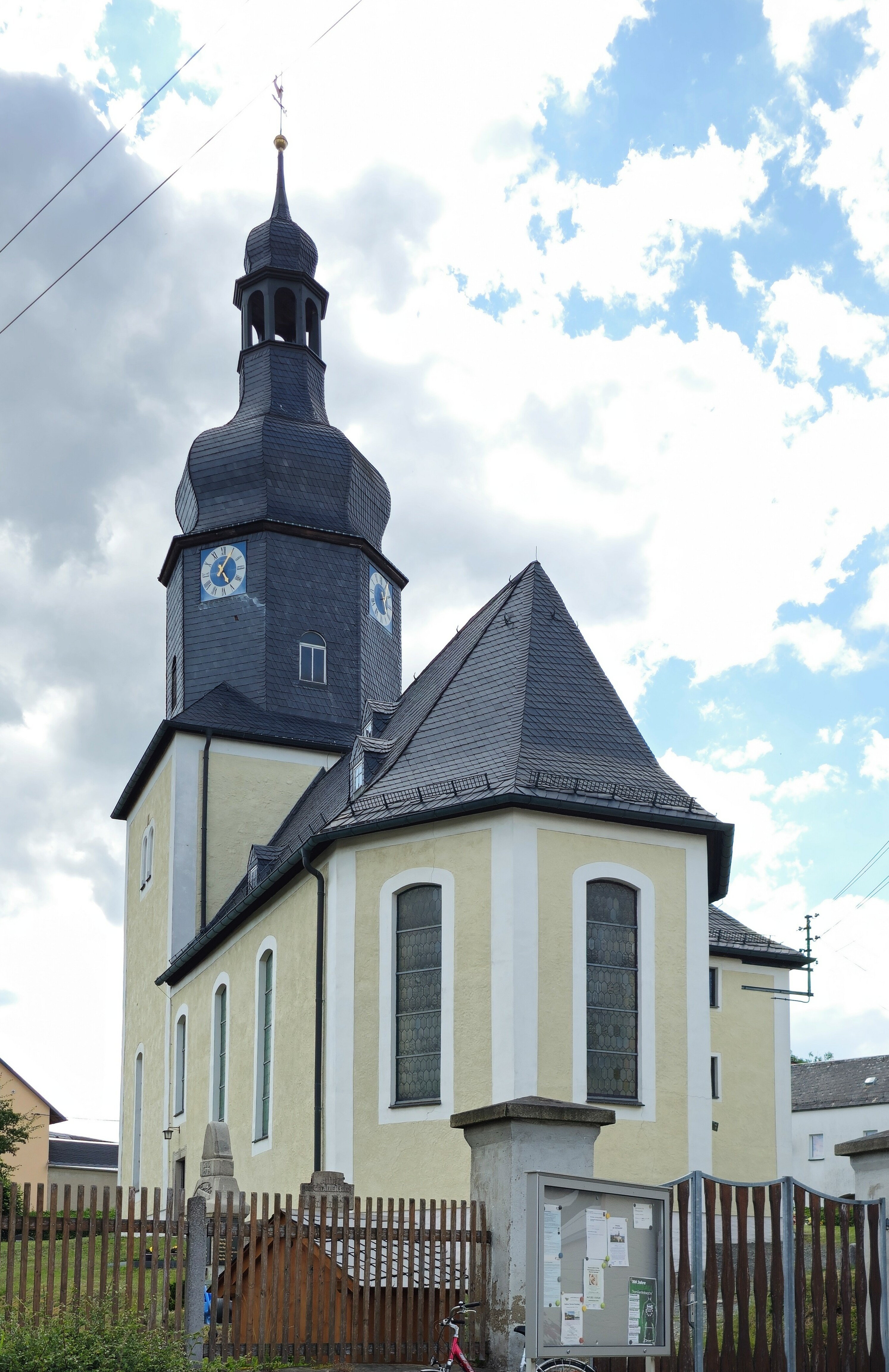
Friedenskirche Unterkoskau

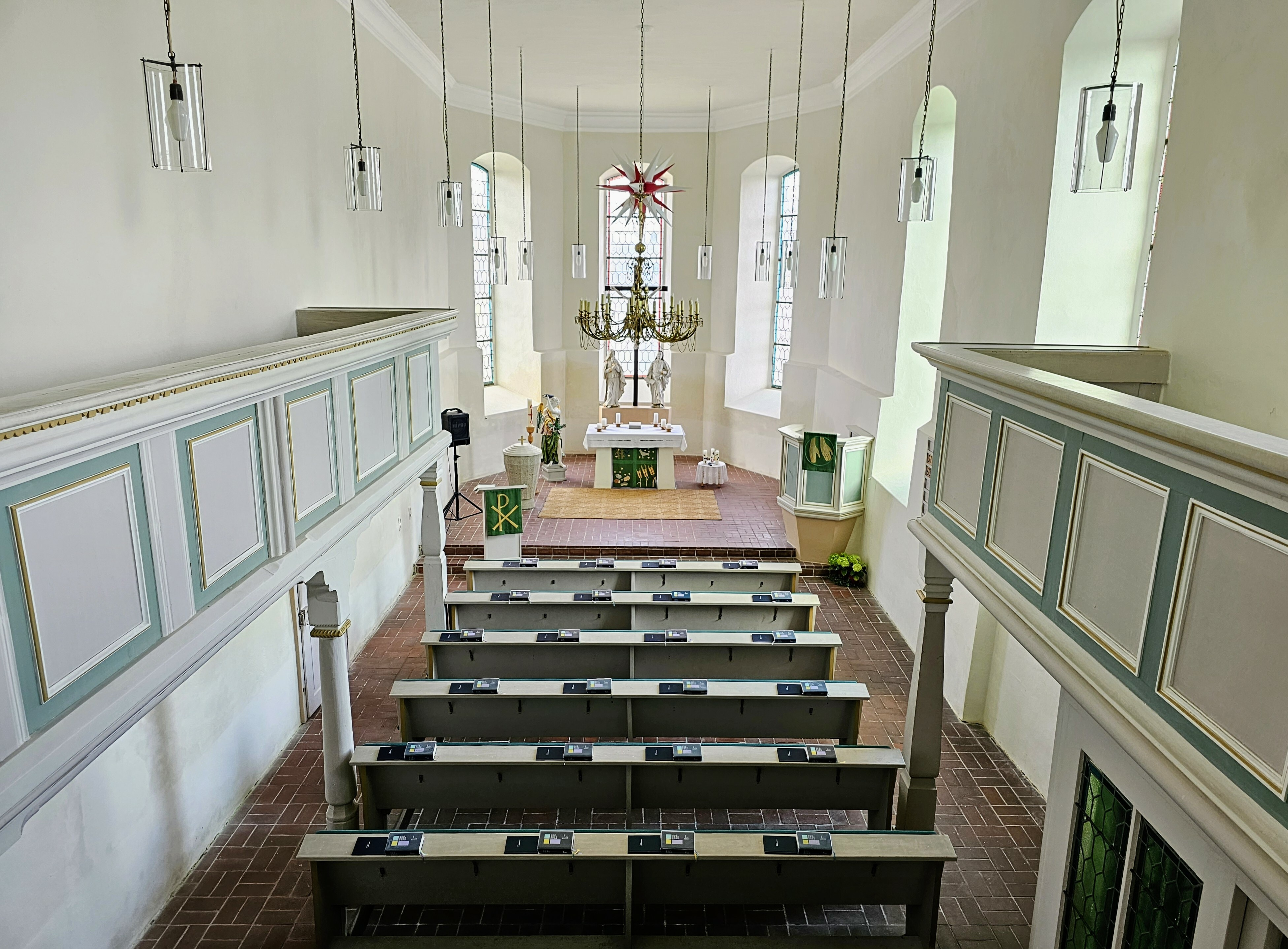
Innenraum (2023)

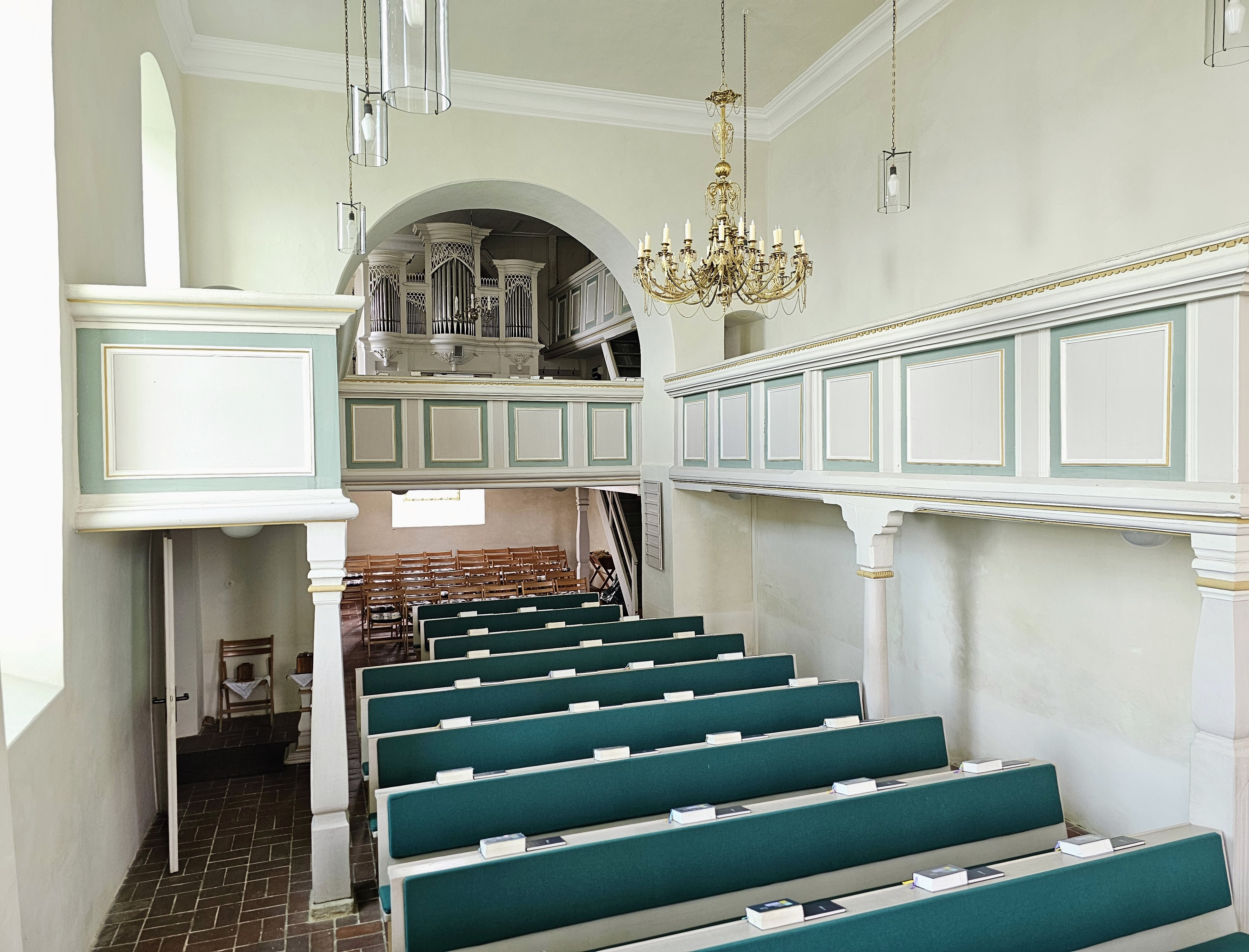
Innenraum, Blick zur Orgel

Die Friedenskirche Unterkoskau steht im Ortsteil Unterkoskau der Stadt Tanna im Saale-Orla-Kreis in Thüringen.

## Geschichte
Nachdem der Vorgängerbau 1606 Opfer der Flammen wurde, errichtete man bald die Kirche neu und erweiterte sie von 1821 bis 1822. Der Kirchturm soll aus der Zeit um 1606 oder früher stammen.
Die Kirche ist ein helles, schlichtes Gebäude. Der Altarbereich wirkt seit dem Umbau 1973 weit und wird von einer barocken Kreuzigungsgruppe  beherrscht. Der Altar steht frei.
Die drei Glocken auf dem Turm wurden 1923 in Apolda gegossen. Die mittlere trägt die Inschrift „Friede auf Erden“. 1975 erhielt die Kirche den Namen Friedenskirche.  
Die letzte Instandsetzung erfolgte 1992.